# Francesco Amirante
Francesco Amirante (Napoli, 16 aprile 1933 – Napoli, 6 gennaio 2024) è stato un magistrato italiano, presidente della Corte costituzionale dal 25 febbraio 2009 al 7 dicembre 2010.

## Biografia
Si laureò in giurisprudenza presso l'ateneo di Napoli. Entrato in magistratura nel 1958, lavorò come pretore a Forlì, Vicenza e Lagonegro. Dopo vari anni trascorsi presso la sezione fallimentare del tribunale di Napoli, nel 1980 passò alla Corte suprema di cassazione, dove fu dapprima addetto all'ufficio del Massimario e del ruolo, e poi applicato alla sezione lavoro, di cui diventato consigliere e infine presidente di sezione. Nel 1987 divenne componente fisso delle sezioni unite della Suprema Corte.
Il 23 novembre 2001 fu eletto alla Corte costituzionale nella quota riservata alla Corte di cassazione; assunse le sue funzioni dopo aver giurato al Quirinale il 7 dicembre dello stesso anno.
Il 14 novembre 2008 fu nominato vicepresidente della Corte dal neoeletto presidente Giovanni Maria Flick. Il 25 febbraio 2009 fu eletto presidente. Cessò dall'incarico di giudice e quindi di presidente il 7 dicembre 2010.
Morì a Napoli il 6 gennaio 2024 all'età di 90 anni.